# Ideal de Arriba
Ideal de Arriba är en ort i Mexiko.   Den ligger i kommunen Tierra Blanca och delstaten Veracruz, i den sydöstra delen av landet, 300 km öster om huvudstaden Mexico City. Ideal de Arriba ligger 21 meter över havet och antalet invånare är 559.
Terrängen runt Ideal de Arriba är mycket platt. Runt Ideal de Arriba är det ganska tätbefolkat, med 75 invånare per kvadratkilometer. Omgivningarna runt Ideal de Arriba är en mosaik av jordbruksmark och naturlig växtlighet.